# Myrmotherula luctuosa
El hormiguerito flanquiargentino u hormiguerito luctuoso (Myrmotherula luctuosa), es una especie (o la subespecie Myrmotherula axillaris luctuosa, dependiendo de la clasificación adoptada) de ave paseriforme perteneciente al numeroso género Myrmotherula de la familia Thamnophilidae. Es endémico del litoral oriental de Brasil. 

## Distribución y hábitat
Se distribuye por el litoral de Brasil, desde el extremo sureste de Río Grande do Norte, hacia el sur por los estados de Paraíba, Pernambuco, Sergipe, Alagoas, Bahía, Espírito Santo, hasta el extremo sureste de Río de Janeiro.

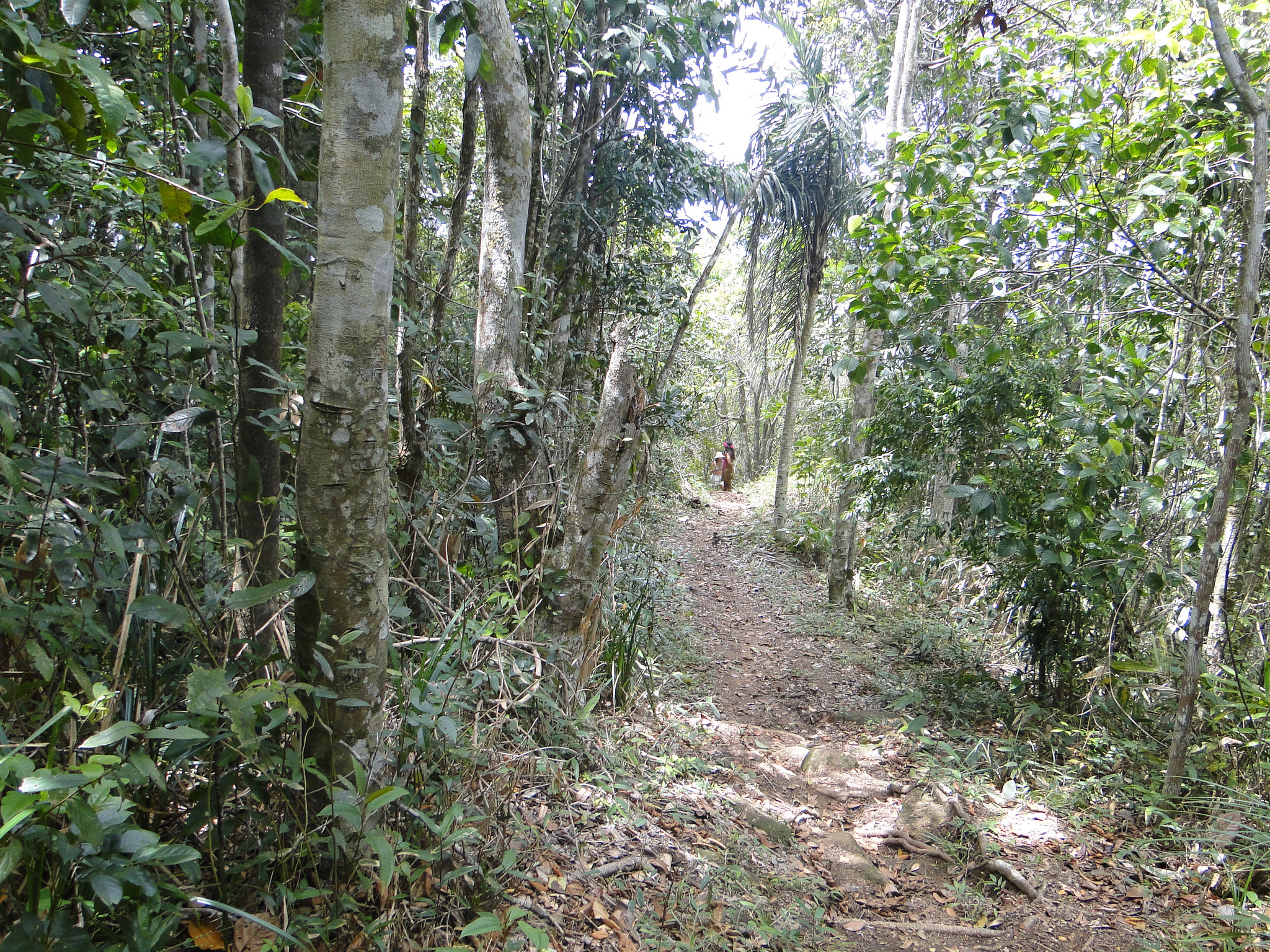
Sotobosque del Monte Pascoal, Bahía, Brasil, ejemplo de hábitat de la especie.

Esta especie es razonablemente común en el sotobosque y estrato medio de selvas húmedas y capueras costeras de la Mata Atlántica, también en bosques de restinga (en Espírito Santo), principalmente debajo de los 800 m de altitud.

## Descripción
Es pequeño, mide 10 cm de longitud. El macho es de color gris por arriba, con las plumas cobertoras de las alas más negruzcas, con dos bandas de pintas blancas; las plumas de la cola con puntas blancas estrechas. Por abajo es gris, con un extenso babero negro y flancos gris-plateados. La hembra es de color pardo-obscuro por arriba con las alas y cola más marrones, las alas con dos ténues bandas de color pardo más claro. Por abajo es ocrácea, con la garganta más blanca y los flancos más grises.

## Estado de conservación
La especie ha sido calificada como «preocupación menor» por la Unión Internacional para la Conservación de la Naturaleza (IUCN). Su población, todavía no cuantificada, es considerada en moderada decadencia debido a la pérdida de hábitat dentro de su extensa zona de distribución. Sin embargo, no está clasificada como amenazada debido a la extensión de su zona y ser bastante común.

## Comportamiento
Tiene hábitos similares al hormiguerito flanquialbo (Myrmotherula axillaris), forrajea en pareja o en pequeños grupos, explorando el follaje y los enmarañados de enredaderas; frecuentemente junto a bandadas mixtas de alimentación del sotobosque. Sacude sus alas como si quisiera mostrar sus flancos plateados.

### Vocalización
El canto es un característico «dr-dr-dr-dri-dri-dri-driu» rápido y áspero, con variaciones, a veces incluye algunas notas irritadas.

## Sistemática

### Descripción original
La especie M. luctuosa fue descrita por primera vez por el ornitólogo austríaco August von Pelzeln en 1868 bajo el mismo nombre científico; localidad tipo «Bahía, Brasil».

### Etimología
El nombre genérico femenino «Myrmotherula» es un diminutivo del género Myrmothera, del griego «murmos»: hormiga y «thēras»: cazador; significando «pequeño cazador de hormigas»; y el nombre de la especie «luctuosa», proviene del latín «luctuosus»: de luto (por su color negro).

### Taxonomía
La presente especie fue considerada conespecífica con Myrmotherula axillaris pero difieren en varias características morfológicas y en las vocalizaciones, además de ocupar áreas geográficas bien distintas y que no se sobreponen. Es considerada especie plena por varias clasificaciones, como el Congreso Ornitológico Internacional (IOC), y todavía como la subespecie Myrmotherula axillaris luctuosa por otras, como Clements Checklist v.2016 y el Comité Brasileño de Registros Ornitológicos (CBRO, lista 2015).
Las similitudes en la morfología, comportamiento y vocalizaciones, sugieren que las dos especies (M. axillaris y la presente) forman parte del grupo llamado «complejo de hormigueritos grises», del cual también forman parte Myrmotherula minor, M. schisticolor, M. sunensis, M. iheringi, M. behni, M. grisea, M. unicolor, M. snowi, M. longipennis, M. urosticta y M. menetriesii, a pesar de que este grupo posiblemente no sea monofilético.
Es monotípica, o sea, no posee subespecies.
Algunos autores pensaban que la forma descrita como Myrmotherula fluminensis tal vez fuese un híbrido entre M. unicolor y la presente; posteriormente se levantó la posibilidad de ser una variación de la presente; registros recientes de vocalizaciones, confirman que es, de hecho, una variación de M. luctuosa, y por lo tanto, un sinónimo posterior de la misma.